# انقلاب علمی
انقلاب علمی (scientific revolution) در تاریخ علم به دوره‌ای در قرون وسطی که ایده‌ها و کشفیات جدید در فیزیک، ستاره‌شناسی، زیست‌شناسی، کالبدشناسی، شیمی و دیگر رشته‌های مشابه، موجب کنار گذاشتن نظرات مرتبط با یونان باستان شد گفته می‌شود.
بسیاری از محققان، معتقد هستند که انقلاب علمی، با انتشار دو اثر که در ۱۵۴۳ منتشر شدند و تا قرن ۱۷ تأثیرگذار بودند، شروع شد. این آثار عبارت هستند از درباره گردش اجرام آسمانی اثر نیکلاس کوپرنیک و ساختار بدن انسان اثر آندرئاس وزالیوس.
انقلاب علمی پس از پایان دوران رنسانس جاگیر شد و در قرن هجدهم ادامه پیدا کرد و بر جنبش فکری-اجتماعی آن زمان که با نام روشنگری شناخته می‌شود تأثیر داشت.
اولین بار، الکساندر کویره (Alexandre Koyré)، این واژه را در ۱۹۳۹ برای اشاره به دوره ذکر شده، استفاده کرده‌است.
دوره رنسانس علمی بر تجدید و تصحیح معارف باستانی متمرکز است که دوره به اوج رسیدن آن را انتشار اصول ریاضی فلسفه طبیعی در نظر می‌گیرند. این کتاب توسط آیزاک نیوتن در سال ۱۶۸۷ منتشر شد که در آن فرمول قوانین حرکت و قانون جهانی گرانش  تبیین شده بود، و به وسیله آن یکپارچگی کیهان‌شناسی نوین پدید آمد. متعاقب آن عصر روشنگری مفهوم انقلاب علمی را در بطن خود ادغام کرد، آنطور که در اثری از ژان سیلوان بیی در قرن هجدهم می‌توان دید که درآن روندی دومرحله‌ توصیف کرده برای کنار گذشت دنیای کهنه و پایه‌گذاری دنیای نوین.

## مقدمه
پیشرفت‌های بزرگ علمی از قرن ۱۸ به «انقلاب» خوانده شدند. در سال ۱۷۴۷، ریاضیدان فرانسوی الکسی کلرو می‌نویسد «نیوتن دربارهٔ زندگی خود گفته‌است که دست به انقلاب زده‌است».
این کلمه همچنین در مقدمه کارهای لاوازیه در سال ۱۷۸۹ در مورد کشف اکسیژن به کار رفته‌است. «تعداد کمی از انقلابات علمی به اندازهٔ مقدمه نظریهٔ اکسیژن بلافاصله چنان توجه عمومی‌ای را برانگیخته‌اند…» لاوازیه می‌دید که نظریه‌اش مقبول همه مردان برجسته زمان او قرار گرفت و در طی چند سال از نخستین انتشار آن بر بخش بزرگی از اروپا تثبیت شد.